# 21 floréal
21 germinal 21 prairial
Le primidi 21 floréal, officiellement dénommé jour du statice, est le 231e jour de l'année du calendrier républicain.
C'était généralement le 10e jour du mois de mai dans le calendrier grégorien.